# Петер Хениш
Петер Хениш (на немски: Peter Henisch) е австрийски писател, журналист и музикант. Автор е на романи, пиеси, стихотворения и радиодрами.

## Биография
Петер Хениш е роден във Виена през последните години на Втората световна война, когато неговият баща си създава име като фотограф и кореспондент на Вермахта. След 1945 г. баща му работи за социалдемократичните медии.
Първите си писателски опити Петер Хениш прави след полагането на матура, като става доброволен сътрудник на виенския „Арбайтерцайтунг“ – централен орган на Социалдемократическата партия на Австрия.
После Хениш следва германистика, философия, история и психология. Докторската му работа върху Ернст Блох остава незавършена.
След 1971 г. Петер Хениш живее като писател на свободна практика във Виена, Долна Австрия и Тоскана. За първи път привлича вниманието със сборника разкази „Хамлет остава“ (Hamlet bleibt) (1971). От 1972 г. е литературен редактор в списанието на Младежки театър „Нови пътища“.

## Творчество
Най-известната творба на Петер Хениш е романът му „Дребната фигура на моя баща“ (Die kleine Figur meines Vaters), публикуван през 1975 г. и преработван през 1987 и 2003 г. Екранизацията на романа е от 1979 г. Тук писателят разисква миналото на баща си като официален военен фотограф по време на Третия райх.
Петер Хениш създава литературното списание „Веспеннест“.
Като музикант Хениш става съосновател, автор на песни и певец на групата „Виенска плът и кръв“.

## Пиеси
- Lumpazimoribundus. Antiposse mit Gesang, 1976
- Hoffmann oder die Renitenz, 1984
- Wunsch, Indianer zu werden, 1992

## Радиодрама
- Hoffmann oder die Renitenz, 1987
- Geht´s mir, bittschön, aus der Sonn!, 1992
- Vom Wunsch, Indianer zu werden oder Wie Franz Kafka Karl May traf und trotzdem nicht in Amerika landete, 1992
- Kommt eh der Komet, 1996

## Награди и отличия
- 1970: Staatsstipendium des Bundesministeriums für Unterricht und Kunst
- 1971: Literaturpreis des Wiener Kunstfonds
- 1971: „Австрийска държавна награда за литература“
- 1973: Josef Luitpold Stern-Preis
- 1973: Förderungspreis für Literatur des Theodor-Körner-Stiftungsfonds
- 1975: Förderungspreis der Stadt Wien für Literatur
- 1976: „Рауризка литературна награда“
- 1977: „Награда Антон Вилдганс“
- 1981: UNDA-Preis der Internationalen katholischen Vereinigung für Rundfunk und Fernsehen Monte Carlo
- 1986: Buchprämie des Bundesministeriums für Unterricht und Kunst
- 2005: Niederösterreichischer Kulturpreis (Würdigungspreis)[1]
- 2005: Longlist des Deutschen Buchpreises mit Die schwangere Madonna
- 2009: „Литературна награда на Виена“
- 2010: Goldenes Verdienstzeichen des Landes Wien
- 2014: „Австрийска награда за художествена литература“
- 2014: Österreichisches Ehrenkreuz für Wissenschaft und Kunst I. Klasse
- 2016: „Австрийска награда за книга“ (номинация)